# Plaza de España (Madrid)

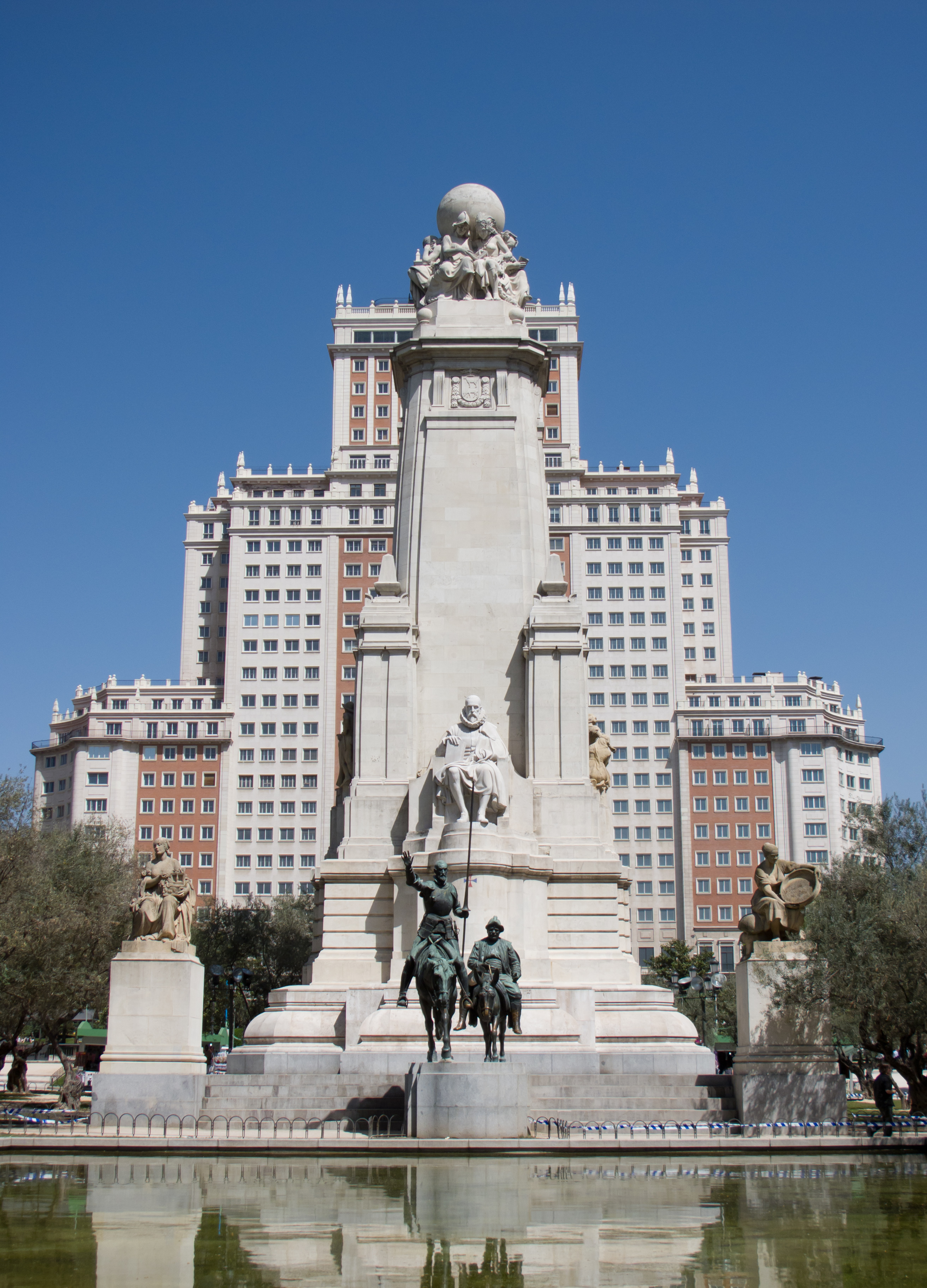
Cervantes’ Denkmal auf der Plaza de España

Die Plaza de España ist ein Platz in Madrid.

## Bebauung und Charakter
Der Platz, einer der bekanntesten Plätze Madrids zwischen der Altstadt und dem modernen Madrid, liegt zwischen zwei Wolkenkratzern, dem Edificio España (1953 fertiggestellt) und dem Torre de Madrid (1957), beides Projekte der Brüder Julián und Joaquín Otamendi. Die Plaza de España trennt die Calle Princesa von der Gran Vía, Madrids traditioneller Einkaufsstraße.
Die von Mateo Inurria und Teodoro Anasagasti entworfene Plaza de España besteht aus einer weiträumigen Grünfläche, einem Wasserbecken und einem großen Monument, das dem spanischen Nationaldichter Miguel de Cervantes gewidmet ist. Der Entwurf des 1928/1930 errichteten Denkmals stammt von den Architekten Rafael Martínez Zapatero und Pedro Muguruza, die Skulpturen von Lorenzo Coullaut Valera. Der Dichter Cervantes schaut von seinem Sitzplatz herab auf die Figuren seines Romans: Don Quijote auf dem Pferd und Sancho Panza auf dem Esel.

## Geschichte
Im 18. und 19. Jahrhundert wurde das Gebiet vom spanischen Militär als Kasernenstützpunkt genutzt. Später überließ das Militär, nachdem die Kaserne abgerissen wurde, das Areal der zivilen Nutzung, weil Madrid sich immer weiter ausdehnte. Der Platz wurde in den 1950er Jahren populär, nachdem das „Edificio España“ und der „Torre de Madrid“ erbaut wurden.

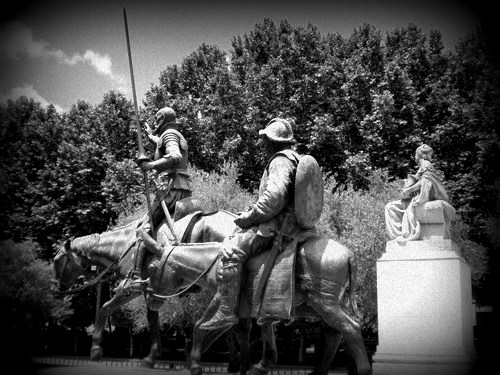
Don Quixote & Sancho Panza
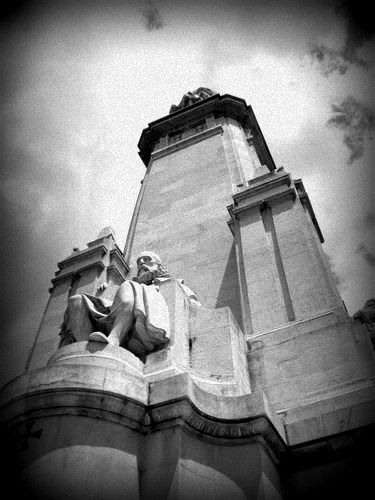
Cervantes Denkmal auf der Plaza de España
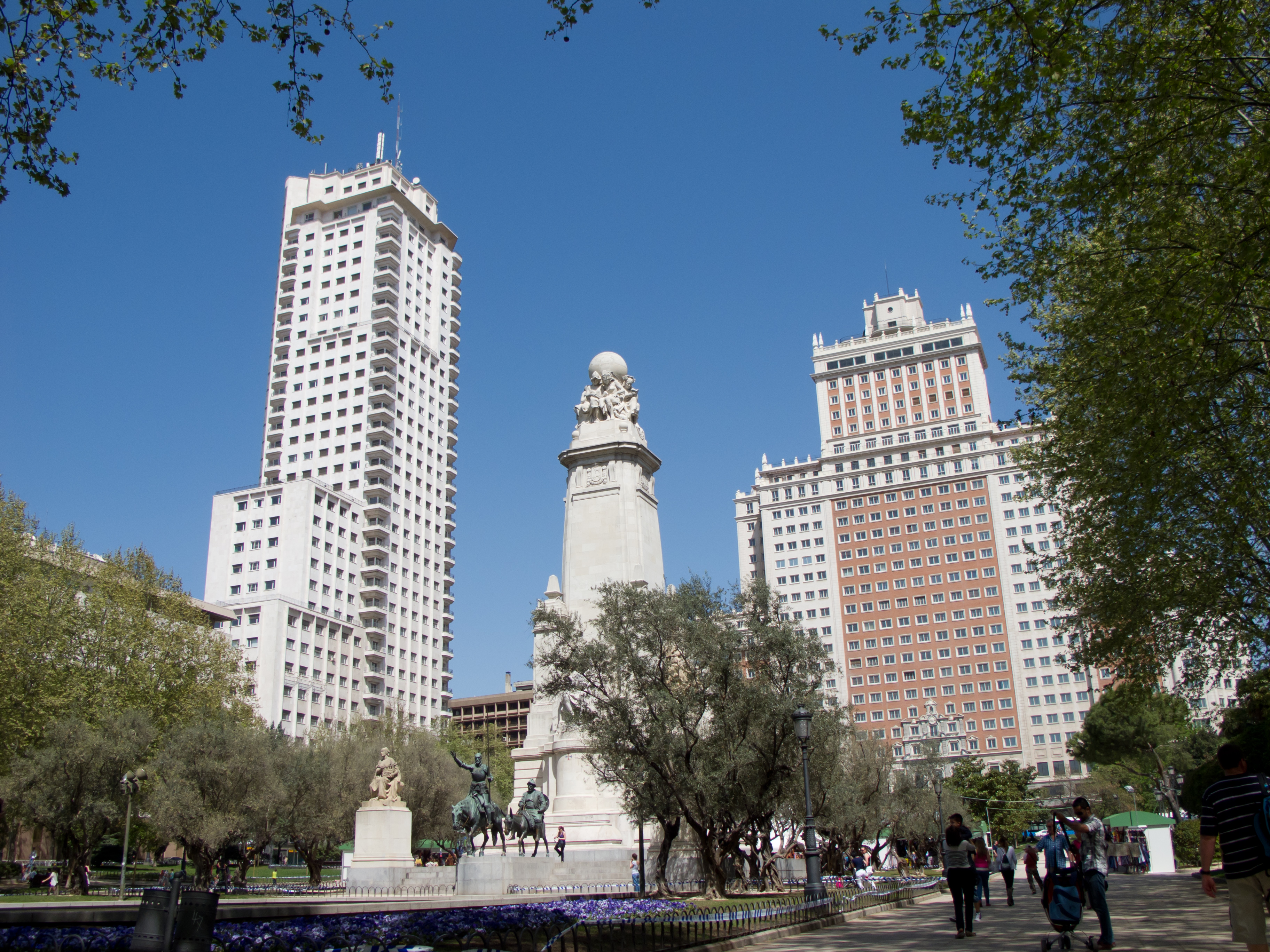
Torre de Madrid (links), Cervantes Monument (Mitte), Edificio España (rechts)
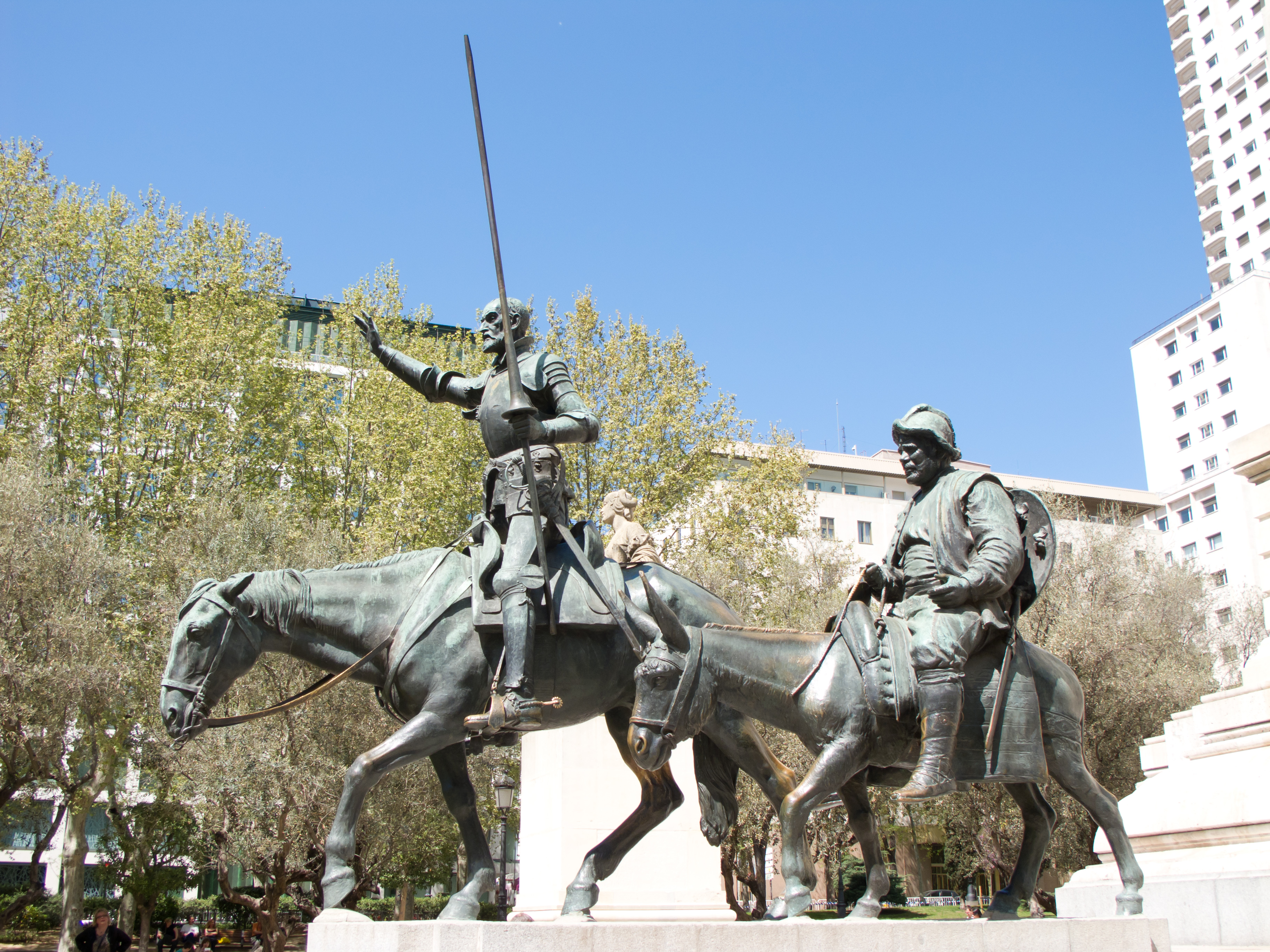
Don Quijote and Sancho Panza